# Абромайт, Франц
Франц Абромайт (нем. Franz Abromeit; 8 августа 1907, Тильзит, Германская империя — 30 июня 1964 объявлен умершим) — гауптштурмфюрер СС, консультант по еврейским делам в Хорватии.

## Биография
Франц Абромайт родился 8 августа 1907 года в Тильзите. По профессии был коммерсантом. 1 октября 1930 года вступил в НСДАП (билет №  329305). 1 января 1932 года был зачислен в ряды СС (№ 272353). В 1937 году ему было присвоено звание унтерштурмфюрера СС, а в 1938 году — оберштурмфюрера СС. В 1939 году был повышен до гауптштурмфюрера СС. С 1939 по 1941 года был руководителем особого отдела СД по  эвакуации поляков и евреев из Данцига и Восточной Пруссии.
В 1942 году стал консультантом по еврейским вопросам («Палач Эйхмана в Хорватии») в Хорватии в отделе IV B4 в Главном управлении имперской безопасности (РСХА). 5500 евреев было депортировано и по большей части убито. В 1944 году был направлен в Венгрию в команду Адольфа Эйхмана, состоявшую из 150-200 человек, для проведения депортации евреев в концлагерь Освенцим. Из Венгрии было депортировано 430 000 евреев, из которых 200 000 было убито.
В 1945 году ему удалось бежать в Египет. В 1964 году был объявлен умершим.